# Michel V
Vous lisez un « bon article » labellisé en 2022.
Michel V (en grec : Μιχαήλ Εʹ Καλαφάτης), dit le Calfat, né vers 1015 et mort le 24 août 1042, est un empereur byzantin qui a régné pendant 129 jours du 13 décembre 1041 au 20 avril 1042.
Neveu de Michel IV dont la sœur Marie avait épousé un calfat du nom d'Étienne, Michel ne montra aucune reconnaissance ni à l'endroit de l'impératrice Zoé qui l'avait adopté, ni à l'endroit de son oncle Jean à la suggestion duquel il devait le trône. Réformateur, méprisé à cause de ses origines modestes, Michel V supprima les privilèges de l'aristocratie de la cour et voulut procéder à une profonde réforme de l'administration. Après avoir feint le plus grand respect à l'endroit de ses deux bienfaiteurs, il les fit exiler sur les conseils de son oncle Constantin. Mais si l'exil de Jean l'Orphanotrophe, détesté pour le fardeau fiscal imposé au peuple, ne provoqua aucune réaction, celui de l'impératrice Zoé, dernière survivante avec sa sœur Théodora de la dynastie macédonienne à la légitimité forte, provoqua une révolution. Michel et son oncle Constantin durent fuir Constantinople pour chercher refuge au monastère du Stoudion où, rattrapés par la foule, ils eurent les yeux crevés et furent enfermés dans deux monastères différents le 21 avril 1042. Sa chute, racontée en détail par les chroniqueurs de l'époque, illustre l'influence de la population de la capitale dans le jeu politique byzantin au XIe siècle.

## Origines

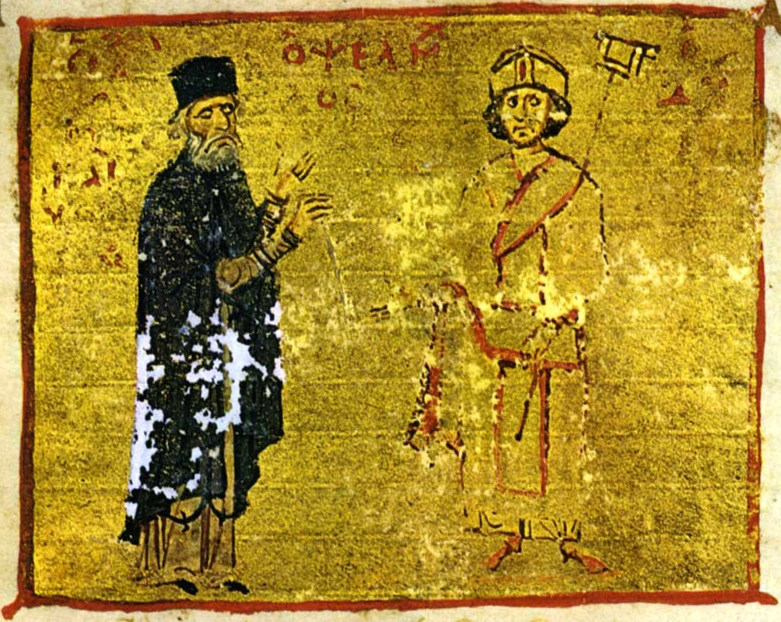
Michel Psellos est, avec Jean Skylitzès, notre principale source sur le règne de Michel V ; ici avec son étudiant qui deviendra Michel VII Doukas.

Au départ, rien ne destinait Michel V au trône impérial. Son oncle Jean, surnommé « l'Orphanotrophe » ou « l'Eunuque », avait fait carrière dans l'administration impériale après avoir quitté sa Paphlagonie natale. Devenu protonotaire de Basile II (r. 976-1025), il avait épousé le parti de Romain III Argyre (r. 1028-1034), dont il était devenu le parakoimomenos, avant d'embrasser la carrière ecclésiastique et de devenir syncelle, poste de secrétaire général du patriarche de Constantinople généralement appelé à lui succéder. Il fut par la suite chargé de l’orphelinat Saint-Paul de Constantinople, d'où son surnom d'« Orphanotrophe ».
Très ambitieux, Jean l'Orphanotrophe n'eut de cesse que chaque membre de sa famille ait obtenu un poste important à la cour. Sa fratrie se composait de cinq hommes, dont trois (Constantin, Georges et lui-même) étaient eunuques et ne pouvaient à ce titre accéder au trône impérial. Ce n'était pas le cas des deux autres frères, Nicétas et Michel, dits « barbus ». Georges fut nommé protovestiaire, Nicétas et Constantin furent faits successivement doux (gouverneurs) d'Antioche. Quant à Michel, après avoir été introduit au Palais par l'orphanotrophe et être devenu l'amant de l'impératrice Zoé, il épousa celle-ci, devenant empereur sous le nom de Michel IV (r. 1034-1041),. Zoé, avec sa sœur Théodora, était l'ultime représentante de la dynastie macédonienne qui instaura, dans l'ordre politique byzantin, une légitimité dynastique inédite. Leur main signifiait donc l'obtention du pouvoir, à défaut de représentant masculin de cette famille. La sœur de Michel IV, Marie, avait pour sa part épousé un homme qui avait commencé sa carrière comme calfat de bateaux du nom d'Étienne, et avait probablement accumulé une fortune assez considérable pour pouvoir devenir membre de la famille impériale. Nommé par Jean commandeur de la flotte, il devait en 1038 remplacer Georges Maniakès en Sicile, mais se révéla piètre officier et ne parvint pas à empêcher l'invasion sarrasine.
Le futur Michel V était donc le fils de ce couple et par conséquent le neveu de Jean l'Orphanotrophe. Il recevra le surnom méprisant de « Calfat » en souvenir des origines modestes de son père.

## Adoption par l'impératrice Zoé

L'Empire byzantin vers 1025.

Souffrant depuis sa jeunesse d'épilepsie, mal auquel s'ajoutèrent à la fin de sa vie des œdèmes généralisés, Michel IV n'entreprit pas moins en 1041 une campagne contre les Bulgares qu'il mena avec succès. Il en revint toutefois épuisé et il devint évident pour la cour et en particulier pour Jean l'Orphanotrophe qu'il allait mourir. Désirant garder le contrôle du gouvernement et établir une « dynastie paphlagonienne », Jean amena l'empereur à faire nommer Michel, fils d’Étienne et de Marie et alors commandant de la garde personnelle de Michel IV, « césar », donc numéro deux de l'État et successeur éventuel de l'empereur. Pour asseoir sa légitimité, ils suggérèrent à l'impératrice Zoé, à qui le pouvoir retournerait au décès de son mari, d'adopter Michel. Zoé accepta cette suggestion et lors d'une cérémonie à l'église de la Vierge des Blachernes, l'éleva à la dignité de césar, « lui rendant honneur et hommage comme au fils de l'impératrice »,.
D’après Michel Psellos, une fois devenu césar, Michel V continua de mener une vie effacée pour ne pas sembler aspirer trop ouvertement au trône. Il se tenait à l'écart dans les cérémonies officielles et ne s'asseyait pas à la table impériale, sauf lors de banquets officiels. Ses deux frères, Constantin et Nicétas, qui avaient mis en lui leurs espoirs de promotion, avaient même pris soin de lui choisir une résidence peu voyante hors de Constantinople. Non seulement son oncle l'empereur ne se soucia aucunement de lui, mais Michel ne pouvait se rendre au Grand Palais que sur convocation.
Lorsque Michel IV sentit sa fin approcher, il abdiqua et se fit moine au monastère des Saints-Côme-et-Damien. L'impératrice Zoé, qui avait pourtant été abandonnée par l'empereur, vint en larmes le supplier qu'il la reçoive une dernière fois, mais sans succès,. Son frère Jean, resté à son chevet jusqu'à la fin, resta trois jours auprès de lui après le décès.
Craignant qu'un autre prétendant n'apparaisse une fois connu le décès de l'empereur, Constantin et Nicétas se hâtèrent de forger un ordre impérial faisant venir le nouveau césar au Palais,. Inquiet de la tournure que pouvaient prendre les événements, Jean l'Orphanotrophe revint lui-même au Palais où il fut accueilli par ses frères avec la plus basse flatterie. Lors de la réunion familiale qui suivit, Jean, conscient de l'attachement qu'éprouvait le peuple pour la dynastie macédonienne, enjoignit ses frères et le futur empereur à ne rien faire sans l'approbation de l'impératrice. Obéissant à leur aîné, les frères se rendirent alors auprès de Zoé et lui promirent que Michel ne serait empereur qu'en titre, celle-ci gardant les rênes du pouvoir, à moins qu'elle ne préfère régner qu'à travers lui, auquel cas il demeurerait son dévoué serviteur,.

## Le règne

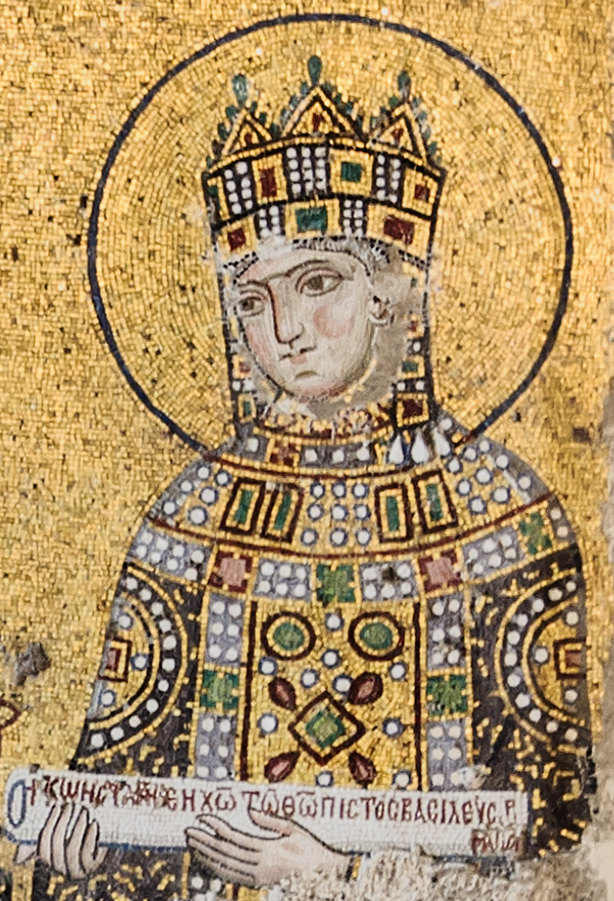
L'impératrice Zoé qui fut co-impératrice avec Romain III Argyre, Michel IV, Michel V et Constantin IX.

À la mort de Michel IV, le 10 décembre 1041, le pouvoir revint donc à Zoé à qui il appartenait de choisir le nouvel empereur. Ce ne fut que trois jours plus tard qu'elle se décida en faveur du jeune Michel, dont elle aurait noté les prédispositions pour le gouvernement,,. Zoé présenta alors le futur empereur à la foule qui attendait sa décision et celui-ci fut couronné par le patriarche Alexis Studite à Sainte-Sophie. Durant les premiers jours, voire les premières semaines, le scénario se déroula comme prévu, Michel V affectant la plus grande soumission à l'égard de l'impératrice et la plus grande affection à l'endroit de son oncle Jean,,.
Pourtant, très vite, Michel V changea d'orientation, suscitant la critique des chroniqueurs de l'époque. Autant Psellos estimait son prédécesseur au point d'excuser volontiers ses crimes, autant il détesta Michel V chez qui il ne put rien trouver de bon. Lui reprochant l'obscurité de ses origines, il eût espéré que le pouvoir transformerait le nouvel empereur : « Il n'avait rien de ce qui va à la parade, rien de convenablement ajusté, ni le cheval, ni l'habit, ni aucune des choses qui change un personnage. Tel un pygmée qui prétendrait être un Hercule et qui voudrait se transformer à l'image du héros […] il s'est revêtu de la peau du lion, mais il est accablé par la massue »,.
Quant à son caractère, Psellos reproche surtout à Michel V son hypocrisie : « Sa parole était tout l'opposé de ses sentiments; […] si irrité fût-il contre maintes personnes, il leur parlait avec bienveillance […] et beaucoup de ceux qu'il se proposait de soumettre le lendemain aux supplices les plus cruels, il les admettait la veille au soir à sa table et partageait avec eux la même coupe ». Ses premières victimes devaient être précisément les personnes qui le portèrent au pouvoir. Psellos, sans qu'il soit possible de savoir jusqu'où la réalité s'arrête pour laisser place à la damnatio memoriae, en fait un adepte de la castration comme châtiment pour ses opposants, y compris les membres de sa propre parenté, ce qui pourrait avoir profondément choqué l'opinion de l'époque. Parmi les autres chroniqueurs de son règne, Jean Skylitzès a souligné l'inaptitude au pouvoir de Michel, allant jusqu'à affirmer qu'il était incapable d'agir par lui-même, amenant parfois à des divergences avec le récit de Psellos. Selon lui, Michel V défaillit dans l'heure même qui suivit son couronnement.
Bientôt, l'empereur manifesta clairement son désir d'être son propre maître et de gouverner seul. Il prit comme principal conseiller non pas Jean l'Orphanotrophe comme l'avait fait son prédécesseur, mais un autre de ses oncles, le domestique des Scholes Constantin, à qui il fit conférer par Zoé la dignité de nobellissime,. Or, depuis longtemps, Constantin était profondément jaloux de Jean et entendait bien provoquer sa chute. À l'issue d'une altercation entre les deux hommes au cours d’un repas avec l'empereur, Jean quitta en fureur le palais pour se rendre non à sa résidence de Constantinople, mais dans l'une de ses propriétés à l'extérieur de la ville. Il croyait sans doute que l'empereur le rappellerait avec des excuses pour la conduite de Constantin. De fait, quelques jours plus tard, un navire impérial se présenta au port de sa résidence avec l'ordre de venir expliquer sa conduite devant l'empereur. Mais alors que le navire approchait du Grand Palais, un autre navire s'approcha, prit l'Orphanotrophe à son bord et le conduisit en exil sous le regard de l'empereur qui regardait la scène d'un balcon du palais ; il devait y mourir peu après,,. Jean étant très impopulaire, cette déchéance ne devait pas créer d'émoi dans la population,. À la suite de quoi, Michel fit castrer tous les membres de la famille de Jean ayant atteint la puberté,. Toutefois, ce choix de Michel de se détourner de l'essentiel de sa famille proche fut sévèrement jugé, dans la mesure où il ne disposait d'aucun appui d'importance parmi l'élite politique byzantine, capable de soutenir sa légitimité.
Sur le conseil de son oncle Constantin, il fit sortir de prison nombre de personnes qui avaient été emprisonnées par Jean, comme Constantin Dalassène, Michel Cérulaire et Georges Maniakès qu'il fit catépan d'Italie où les Normands menaçaient de prendre Bari et où les Arabes étaient en voie de reprendre les places fortes que Maniakès avait déjà conquises en Sicile,,,.
Après avoir confié la direction des affaires à l'éminent juriste Constantin III Lichoudès, Michel s'en prit à l'aristocratie de la cour qui, tout en feignant la soumission à son endroit, continuait à mépriser la bassesse de ses origines et son peu de droit à accéder au trône. Déterminé à se venger, il humilia cette aristocratie en enlevant à ses membres leurs privilèges au point où ceux-ci craignirent pour leur vie. Il fit également l'erreur de renvoyer la garde varègue pour la remplacer par des « Scythes », tous eunuques, dont il s'assura la loyauté par des promotions exceptionnelles. Par ces gestes, il voulait montrer qu'il « entendait se faire garder par la multitude plutôt que par la noblesse ». La foule répondit avec enthousiasme à la déchéance de Jean, aux vexations à l'endroit des membres de la noblesse et aux nouvelles libertés. Lors des nombreuses processions qui marquaient la vie officielle à Constantinople, on tendait des étoffes de pourpre aux fenêtres et on mettait des tapis sous ses pieds : l'empereur se crut devenu le « père du peuple ». L'erreur qui devait lui être fatale fut de s'en prendre à l'impératrice Zoé.

## La déchéance

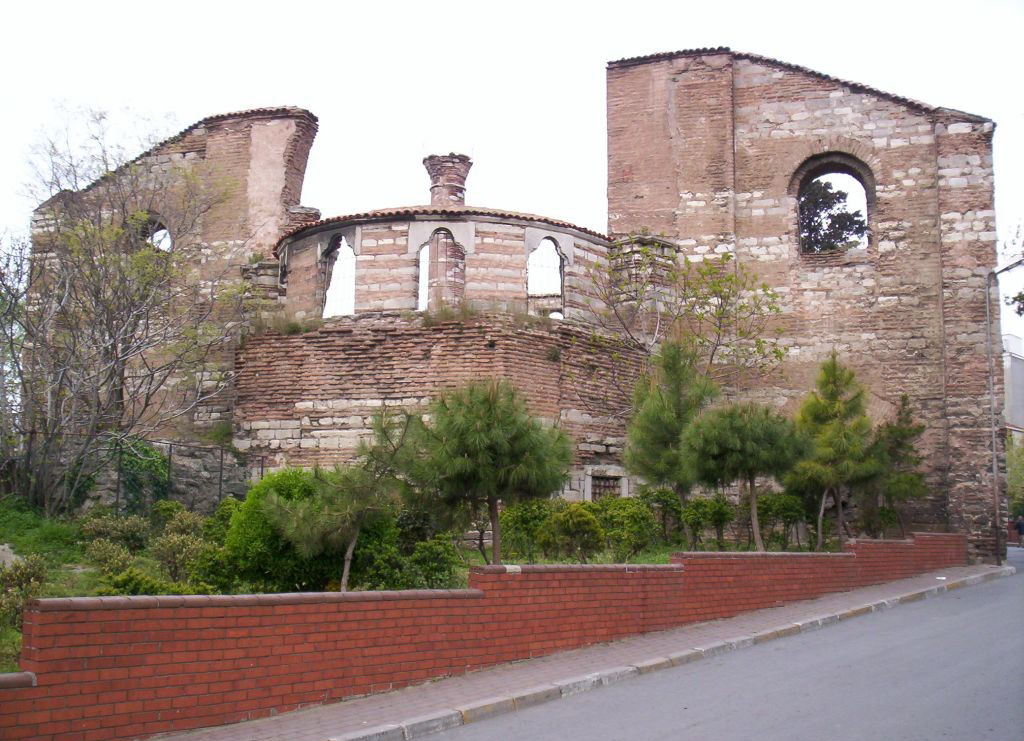
Ruines du monastère du Stoudion où Michel V et Constantin tentèrent de se réfugier.

Dernière survivante avec sa sœur Théodora de la dynastie macédonienne à laquelle était profondément attachée la population, l'impératrice Zoé demeurait, en dépit de son caractère fantasque, extrêmement populaire. Michel V devint vite jaloux du statut et de la popularité de l'impératrice, dont le nom était toujours prononcé avant le sien dans les acclamations publiques. Bientôt, il lui refusa l'entrée de la salle du conseil et (pire encore) l'accès au trésor public, la gardant comme l'avait fait Michel IV sous haute surveillance,. Cinq mois après son couronnement, il profita des festivités de Pâques pour mettre à l'épreuve sa popularité. Distribuant d'importantes largesses, il crut avoir suffisamment sécurisé sa position pour se débarrasser de la tutelle de Zoé, d'autant que lors de deux processions, le dimanche de Pâques puis lors du dimanche qui suivit, il bénéficia de démonstrations de soutien populaire qui le convainquirent de la solidité de son pouvoir. Dans la nuit du 18 au 19 avril 1042, Michel fit tonsurer Zoé et l'envoya dans un monastère de Principo, une des îles des Princes, sous prétexte qu'elle aurait comploté pour l'empoisonner,,.
Après avoir informé le Sénat des motifs de sa décision, Michel fit lire par l'éparque (préfet) de la ville, dans le forum de Constantin, une proclamation faisant état de l'exil de l'impératrice pour trahison et de la déposition du patriarche Alexis Studite, accusé d'avoir aidé l'impératrice dans ses agissements criminels. Néanmoins, le patriarche parvint à s'échapper,,.
Immédiatement après la lecture de cette proclamation, des voix se firent entendre dans la foule qui la veille encore acclamait Michel V, pour réclamer sa destitution et son remplacement par Zoé, l'impératrice légitime, obligeant l'éparque à se retirer précipitamment,,. Selon Georges Cédrène, chroniqueur ultérieur des événements, la foule aurait déclaré : « Nous ne voulons pas d'un blasphémateur et d'un calfat comme empereur mais l'héritière légitime, notre mère Zoé ! ». Quant à Attaleiatès, il constate que la foule ne se dispersa pas comme habituellement, quand aucun chef n'émergeait mais qu'elle grossissait au fur et à mesure. Dès le lendemain, les portes des prisons commençaient à être ouvertes, tandis que les propriétés accessibles de Michel V étaient mises à sac. L'empereur bénéficia bien de l'intervention rapide des soldats de son oncle, Constantin, qui parvinrent un temps à repousser les émeutiers, mais sans parvenir à réprimer le mouvement de révolte.
Inquiet de la tournure des événements, Michel V rappela Zoé au palais, tout en insistant pour qu'elle demeure une moniale. Pour tenter d'apaiser l'insurrection, il apparut au kathisma de l'hippodrome avec Zoé, qui lui resta loyale. La vue de la vieille dame que certains ne reconnaissaient même plus sous ses habits de nonne, ne fit qu'attiser l'ardeur de la foule,,. Ne pouvant s'assurer de la fiabilité de son impératrice, la foule, peut-être après avoir consulté le patriarche et sous la direction du général Constantin Kabasilas, se dirigea alors vers le couvent de Petrion pour aller chercher la deuxième survivante de la dynastie, Théodora, elle aussi devenue religieuse. D'abord hésitante, celle-ci dut se résigner sous la menace et, troquant sa tenue de moniale contre une robe somptueuse, elle fut conduite à Sainte-Sophie pour y être proclamée impératrice,,. La portée de cet événement est significative, car c'est contre sa volonté initiale que Théodora fut replacée au rang d'impératrice, et probablement contre le souhait de Zoé, car les deux sœurs entretenaient des relations compliquées. Les émeutiers agissaient donc en gardiens de la légitimité macédonienne par-delà les préférences de leurs représentantes directes.

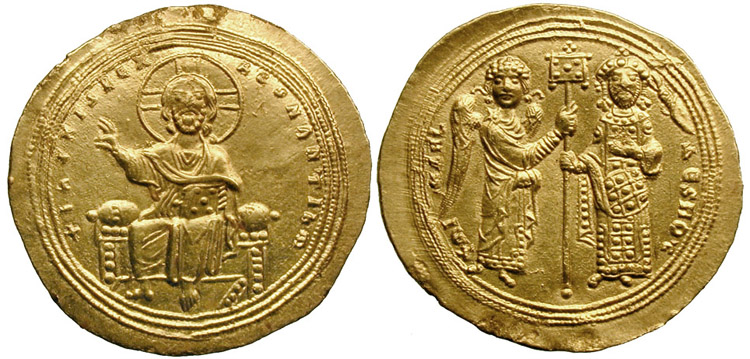
Histamenon peut-être frappé sous le règne de Michel V. Si Philip Grierson a initialement attribué cette pièce à Michel V, d'autres analyses, produites par Wroth et Hendy, estiment qu'elle date du règne de Michel IV. Battue à Thessalonique, elle serait alors une illustration de l'engagement de Michel IV dans la région, alors qu'il combat une révolte des Bulgares. Le Christ est représenté assis au droit et, au revers, l'archange Saint-Michel et Michel V, vêtu du loros, tiennent le labarum.

La présentation de Zoé n'ayant pas réussi à apaiser la foule, Michel V décida de résister, ce qui ne fit que redoubler l'ardeur de la population. En trente-six heures, la foule s'empara du Grand Palais et de ses bureaux, dont ceux abritant les registres fiscaux, ainsi que des palais de l'aristocratie civile. Dépassée, la garde varègue fut impuissante à protéger l'empereur malgré l'intervention du général Katakalôn Kékauménos. Selon Skylitzès, les émeutes firent 3 000 morts,,. Les chroniqueurs décrivirent une population de tous âges, de toutes conditions et de tous sexes impliquée dans cette révolte. Selon Psellos, deux groupes pouvaient néanmoins être distingués : une population violente et indisciplinée et une faction plus modérée, favorable à la déposition de Michel V mais dans un ordre relatif ; un groupe auquel se rattachait Psellos, sans qu'il soit possible de savoir dans quelle mesure cette séparation symbolisait la méfiance de Psellos envers la vindicte populaire.
Ayant appris que Théodora avait retrouvé son statut d'impératrice, Michel V et son oncle Constantin s'enfuirent au monastère du Stoudion pour y trouver refuge. Pendant ce temps, Théodora, toujours à Sainte-Sophie, nomma ses ministres et s'assura que Michel soit déposé. La foule qui l'entourait se dirigea alors vers le monastère du Stoudion où Michel V et son oncle se tenaient près de l'autel. De tout l'après-midi, la foule, respectant la sainteté de l'autel, n'osa s'emparer des deux hommes, qui reçurent les habits de moine. Le soir arrivé, le nouveau préfet de la ville, un certain Campanarus, dit qu'il avait reçu ordre de l'impératrice Théodora de raccompagner l'empereur et son oncle au palais et qu'il ne leur serait fait aucun mal. Sur le refus des deux hommes de quitter l'église, le préfet donna alors ordre à ses hommes de s'emparer d'eux. Ceux-ci furent assis sur des ânes et conduits vers le Palais sur la Mésè, la grande avenue de Constantinople. Arrivés à l'endroit appelé « sigma », le bourreau envoyé par Théodora approcha le cortège, et les deux hommes eurent les yeux crevés,.
Cette révolte démontrait la capacité d'action de la population à Constantinople, alors en pleine expansion démographique et économique, et où se constituait l'apparence d'une « bourgeoisie » composée notamment d'artisans et de commerçants,. Attachée à la légitimité macédonienne et désireuse d'acquérir un poids politique plus important, en particulier face à l'aristocratie traditionnelle, sa révolte en 1042 représentait l'incarnation d'une certaine forme de pouvoir populaire que les successeurs de Michel, au premier chef Constantin IX Monomaque, prirent soin de ménager,.
Dans les années 2010, l'historien Anthony Kaldellis souligne avec force l'importance de cet événement, dont il estime qu'il est trop souvent mis au second plan dans l'histoire politique byzantine. Il y voit la démonstration du rôle politique du peuple, en l'occurrence constantinopolitain, pour démettre un souverain jugé indigne de la fonction impériale. À cet égard, les chroniqueurs byzantins soutiennent la légitimité de cette révolte, devenue l'instrument de la lutte contre un tyran qui, en outrepassant ses droits et en contestant la dynastie légitime, peut être chassé du pouvoir. Si les historiens impériaux étaient souvent méfiants envers la capacité d'action du peuple, tant Psellos, qui fait de la révolte de 1042 un élément central de sa Chronographie, Attaleiatès que Skylitzès usèrent de termes relatifs à la démocratie classique (dèmos par exemple) pour raconter cet épisode de soulèvement populaire. Kaldellis insiste aussi sur le caractère « universel » du soulèvement qui semblait regrouper toutes les catégories de la population et légitimant, par ce fait, l'idée d'une action collective d'un peuple ou d'un corps politique qui n'avait plus à répondre à l'autorité, fût-elle impériale.
Peu de temps après sa déposition, Michel V fut envoyé au monastère d'Eleimon sur l'île de Chios. Son oncle Constantin fut envoyé dans un autre monastère de l'île de Samos. L'histoire ignore ce qu'il advint d'eux par la suite, mais on sait que Michel V mourut à ce monastère dès le 24 août 1042. Marqué du sceau de la tyrannie, le règne de Michel V fait l'objet d'une damnatio memoriae et il est par exemple absent du synodicon de l'orthodoxie.

### Sources primaires
- (en) Anthony Kaldellis et Dimitris Krallis (trad. du grec ancien), Michael Attaleiates, The History, Cambridge, Massachusetts/London, England, Harvard University Press, 2012, 636 p. (ISBN 978-0-674-05799-9 et 0-674-05799-6, lire en ligne)
- Michel Psellos (trad. E. Renaud), Chronographie, Les Belles Lettres, 1967
- (de) Michel Psellos (trad. Ioannis Polemis), Orationes funebres Volumen 1, De Gruyter, coll. « Bibliotheca scriptorum Graecorum et Romanorum Teubneriana », 2014
- Jean Skylitzès. Empereurs de Constantinople, « Synopsis Historiôn », traduit par Bernard Flusin et annoté pat Jean-Claude Cheynet, éditions P. Lethilleux, Paris, 2003, (ISBN 2283604591).
- (en) John Wortley (trad. du grec ancien), John Skylitzes : A Synopsis of Byzantine History, 811-1057 : Translation and Notes, Cambridge, Cambridge University Press, 2010, 491 p. (ISBN 978-0-521-76705-7)
- Jean Zonaras, Epitome Historion, Fascimile Publisher, 2015, 128 p. (ISBN 978-1-5116-9256-4)

### Sources secondaires
- Hélène Ahrweiler, Recherches sur le XIe siècle, Paris, Centre de recherche d'histoire et civilisation de Byzance, 1976.
- (en) Michael Angold, The Byzantine Empire, 1025-1204, a Political History, London/New York, Longman, 1997, 374 p. (ISBN 0-582-29468-1)
- (en) Michael Angold, « The Byzantine Empire, 1025-1118 », dans The New Cambridge Medieval History, Cambridge University Press, 2004, 217-253 p. (lire en ligne)
- (en) Michael Angold, « Belle Epoque or Crisis ? (1025-1118) », dans The Cambridge History of the Byzantine Empire, c. 500-1492, Cambridge University Press, 2008 (ISBN 978-0-521-83231-1).
- Louis Bréhier, Vie et mort de Byzance, Albin Michel, coll. « L'évolution de l'humanité », 2006
- Jean-Claude Cheynet (dir.), Le Monde byzantin, vol. 2 : L'Empire byzantin (641-1204), Paris, PUF, 2006 (ISBN 978-2-13-052007-8)
- (en) Lynda Garland, Byzantine Empresses : Women and Power in Byzantium AD 527–1204, Routledge, 1999, 343 p. (ISBN 978-0-415-14688-3, lire en ligne)
- (en) Anthony Kaldellis, Streams of Gold, Rivers of Blood, the Rise and Fall of Byzantium, 955 a.d. to the First Crusade, New York, Oxford University Press, 2017, 441 p. (ISBN 978-0-19-025322-6, lire en ligne)
- (en) Anthony Kaldellis, The Byzantine Republic, People and Power in New Rome, Londres, Harvard University Press, 2015, 290 p. (ISBN 978-0-674-36540-7, lire en ligne)
- (en) Alexander Kazhdan (dir.), Oxford Dictionary of Byzantium, New York et Oxford, Oxford University Press, 1991, 1re éd., 3 tom. (ISBN 978-0-19-504652-6 et 0-19-504652-8, LCCN 90023208)
- (en) Krallis, Dimitrios, « Democratic Praxis and Republican Ideology in the Eleventh Century ». Byzantine Studies Conference, Dumbarton Oaks, 2006.
- (en) John Julius Norwich, Byzantium : The Apogee, Penguin, 1994 (ISBN 0-14-011448-3)
- Georges Ostrogorsky (trad. de l'allemand), Histoire de l’État byzantin, Paris, Payot, 1983, 649 p. (ISBN 2-228-07061-0)
- (en) Edgar Sewter (dir.), The Chronographia of Michael Psellus, Yale University Press, 1953 (OCLC 427306)
- (en) Warren Treadgold, A History of the Byzantine State and Society, Stanford University Press, 1997, 1050 p. (ISBN 978-0-8047-2630-6, lire en ligne)